# Граница эффективности
Граница эффективности (англ. Efficient frontier) в портфельной теории Марковица — инвестиционный портфель, оптимизированный в отношении риска и доходности. Формально границей эффективности является набор портфелей, удовлетворяющих такому условию, что не существует другого портфеля с более высокой ожидаемой доходностью, но с таким же стандартным отклонением доходности. Понятие границы эффективности было впервые сформулировано Гарри Марковицем в 1952 году в модели Марковица.

## Описание
Портфель может быть охарактеризован как «эффективный», если он имеет максимально возможный ожидаемый уровень доходности для своего уровня риска (который представлен стандартным отклонением доходности портфеля). Так, на график соотношения риска и доходности может быть нанесена любая возможная комбинация рискованных активов, и совокупность всех таких возможных портфелей определяет регион в этом пространстве. При отсутствии в портфеле безрискового актива граница эффективности определяется верхней (восходящей) частью гиперболы, ограничивающей область допустимых решений для всех соотношений активов в портфеле.
В случае же, если в портфель может быть включён безрисковый актив, граница эффективности вырождается в отрезок прямой линии, исходящий от значения доходности безрискового актива на оси ординат (ожидаемая доходность портфеля) и проходящий по касательной к границе области допустимых решений. Все портфели на отрезке между собственно безрисковым активом и точкой касания состоят из комбинации безрискового актива и рисковых активов, в то время как все портфели на линии выше и справа от точки касания образуются короткой позицией в безрисковом активе и инвестированием в рисковые активы.